# Táplánszentkereszt
Táplánszentkereszt község Vas vármegyében, a Szombathelyi járásban. A mai település Táplánfa és Gyöngyösszentkereszt egyesítésével jött létre, de a történelmi időkben 7, sőt talán annál is több különálló kis falu létezett a területén, s ezek elkülönülése még ma is hellyel-közzel felismerhető.

## Fekvése

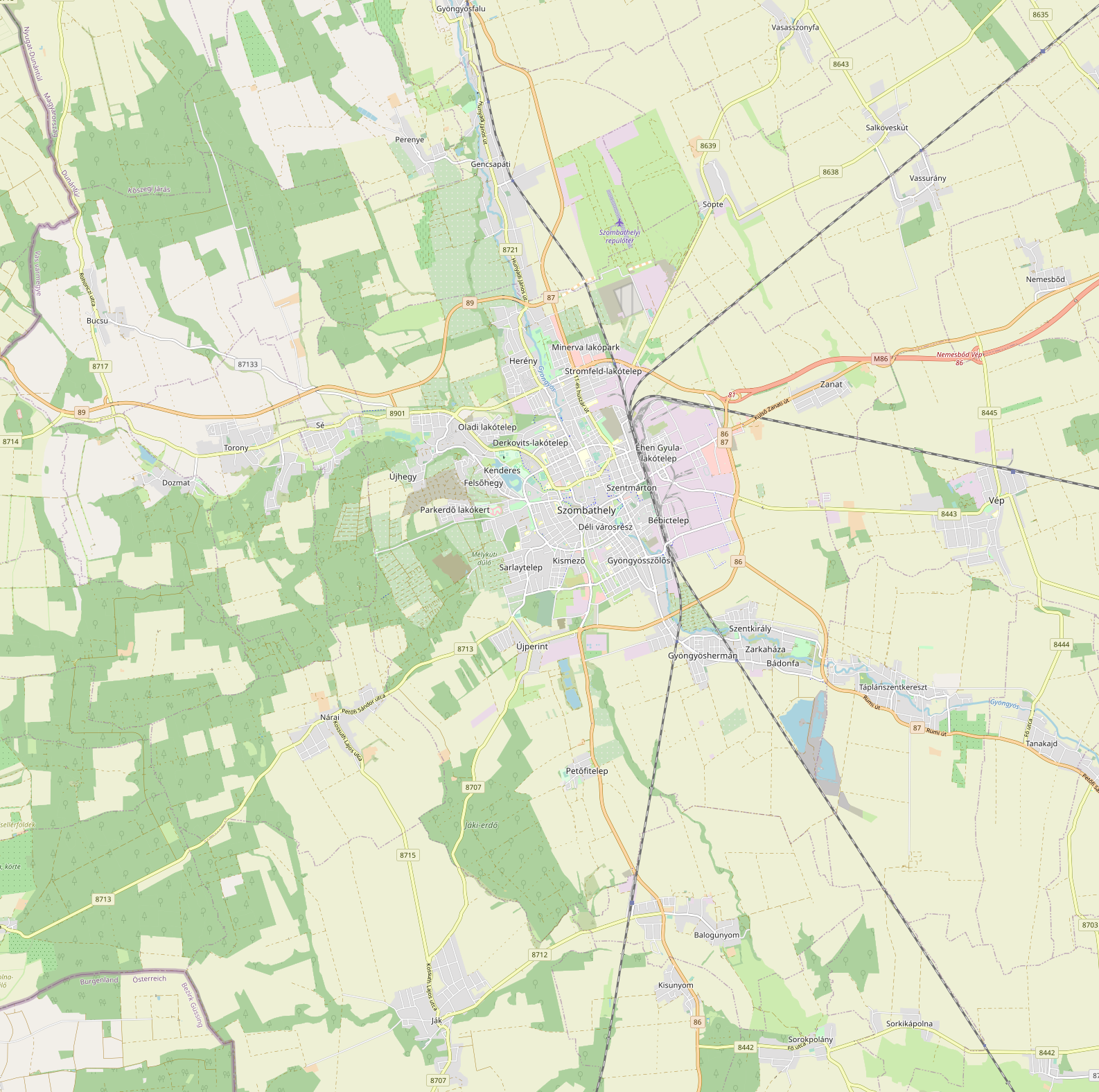
A község elhelyezkedése Szombathelytől délkeletre

A Gyöngyös-sík déli-középső részén, a Gyöngyös-patak két partján terül el, a megyeszékhely Szombathely délkeleti szomszédságában, a város központjától 7,5 kilométerre.
Különálló településrészei a Gyöngyös bal (északi) parti oldalán, folyásirány szerinti sorrendben (vagyis nyugatról kelet felé) Szentlőrinc, Borotszeg, Tiborcszeg és Péteri, a jobb (déli) parti oldalon pedig Szentkereszt, Táplánfa és Bakófa.
A közvetlenül határos települések: észak felől Vép, kelet felől Tanakajd, délkelet felől Sorkifalud, dél felől Sorkikápolna, délnyugat felől Balogunyom, nyugat felől pedig Zarkaháza (Szombathely része).

### Megközelítése
A 8-as főúttól Szombathelyig vezető 87-es főút mellett fekszik, ez a legfontosabb közúti elérési útvonala. A főút a belterület déli szélét kíséri végig, központi részén csak a 84 143-as számú mellékút húzódik végig.
A hazai vasútvonalak közül a Szombathely–Nagykanizsa-vasútvonal érinti, mely a délnyugati külterületeit szeli át, megállóhely nélkül; a legközelebbi vasúti csatlakozási lehetőséget így a vonal Gyöngyöshermán megállóhelye kínálja, néhány kilométerre nyugatra.

## Nevének eredete
Nevét a régi magyar Táplán személynévből és a Szent Kereszt tiszteletére szentelt templomáról kapta.

## Története
A község területe az újkőkorszak óta lakott. Határából több római kori emlék is előkerült.
Területén a középkorban több falu alakult ki, melyek a Gyöngyös mentén helyezkedtek el. Táplánfát 1447-ben Thapanfalwa, Gyöngyösszentkeresztet 1543-ban Zenthkerezth néven említik. Táplánfa Szentlőrinc, Bakófa, Tiborcszeg és Táplánfa egyesüléséből, Gyöngyösszentkereszt pedig Péteri, Borotszeg és Szentkereszt egyesüléséből keletkezett. Valószínűleg azonban a századok során több kis falu is létezett a Gyöngyös-patak mentén mintegy füzérként sorakozva. Egy 1237-ben kiadott oklevél említi Tyma falut, amely feltehetően Táplánfa mellett fekvő, a 18. század végén még ismert Timafa településsel azonos. Egy 1256-ban kelt oklevélben szerepel Ovad falu, amelyet későbbi forrásokban Buzazygethe és Ovadszentlőrinc néven is említenek.
Temploma azonban csak kettőnek, Szentlőrincnek és Szentkeresztnek volt. Szentkereszt temploma, mint azt az 1988-ban P. Hajmási Erika által vezetett régészeti feltárás is igazolta, a 13. században épült. Falaiba számos római eredetű követ is beépítettek. A feltárás során vált láthatóvá a déli oldalon a jellegzetes bélletes román stílusú kapuzat és az északi oldal lizénái. Első írásos említése 1344-ből Péteri templomaként ecclesie Sancte Crucis de eadem Pydur alakban származik. Szentlőrinc Salamon nevű plébánosát egy 1298-ból származó oklevél említi. Ez a templom a 16. században a reformátusoké lett, ahol a 17. század elején többször református zsinatot is tartottak.
1554-ben Péteri községet péteri Takáts János kapta adományként I. Ferdinándtól. Földesura a dömölki apátság volt. A 17. században már mindkét plébániához kapcsolódóan működött iskola. 1875-re annyira tönkrement, hogy újat építettek helyette. A lakosság a 17. század végétől az ellenreformáció hatására visszatért a katolikus hitre. 1756-ban a plébánia 751 hívéből már csak 16 nem volt katolikus. 1828-ban Táplánfán, Szentlőrincen és Tiborcszegben összesen 13, Szentkereszten Péteriben és Borotszegben (Boroczszegben) 12 adózó családfőt írtak össze.
Az 1830-as években Szentkereszten Széchenyi János kastélyt építtetett. A kastély később Inkey Sándor tulajdonába került, tőle 1877-ben Sigray-Saint-Marsan gróf vásárolta meg és helyére szép, reneszánsz kastélyt építtetett. Szentlőrincen Inkey Ödön épített kastélyt, melyet az 1870-es években adásvétellel a Batthyány család tulajdponába került, majd tőlük 1890-ben gróf Széchenyi Jenő vásárolta meg. Táplánfa földesurai az egyesítés előtt a Polányi, Korchmáros, Inkey és Forster-családok voltak. Táplánfán épített kastélyt Széll Ignác államtitkár és dr. Rosenberg Gyula országgyűlési képviselő is.

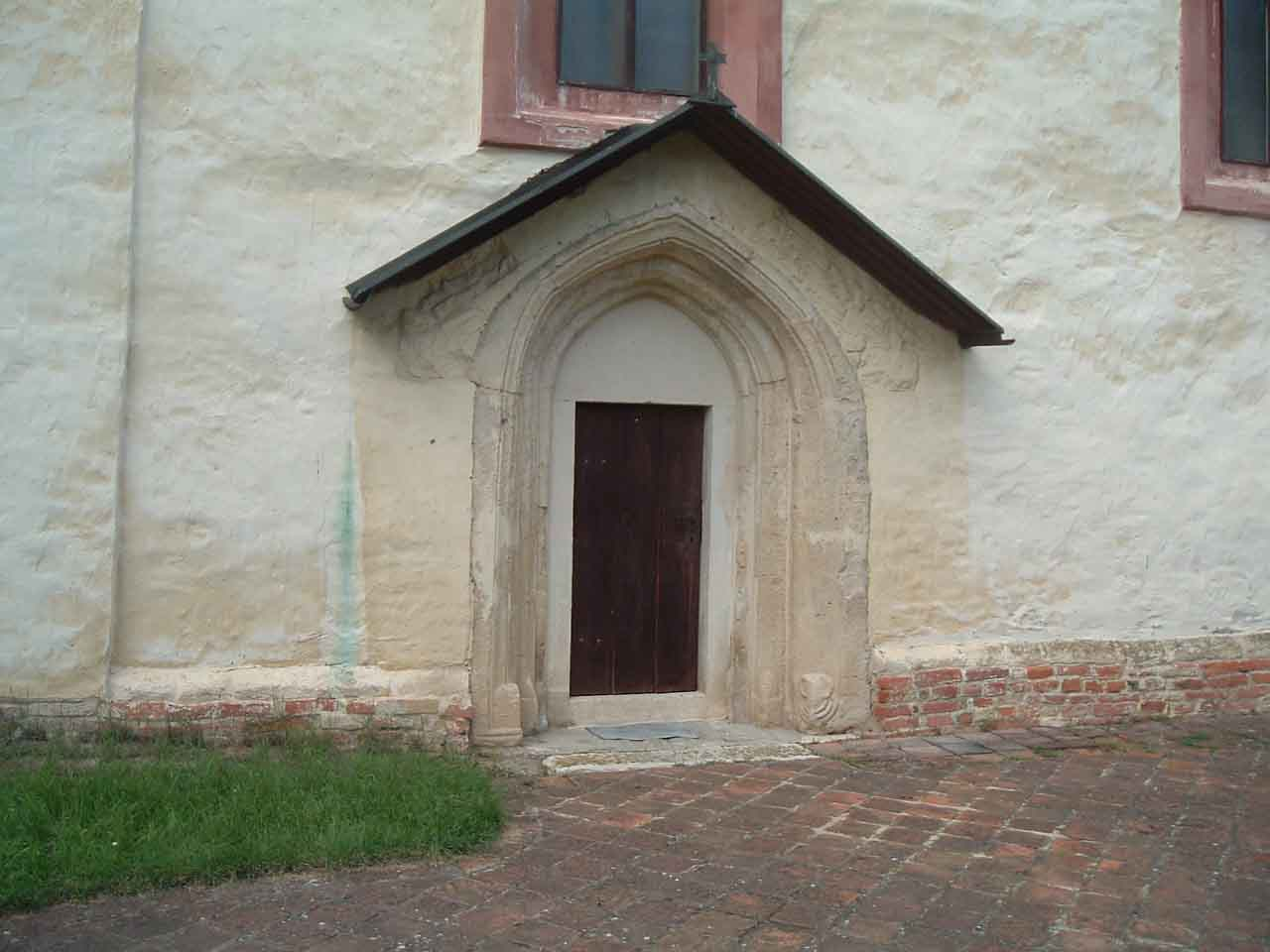
A gyöngyösszentkereszti római katolikus templom feltárt középkori kapuja

Vályi András leírása szerint "TÁPLÁNFA. Elegyes falu Vas Várm. földes Urai több Uraságok, lakosai külömbfélék, fekszik Sz. Lőrintzhez nem meszsze, és annak filiája; határja síkos, földgye termékeny, réttye elég, és jó, fája, legelője, erdeje van, piatza Kőszegen, és Szombathelyen. SZENT LŐRINCZ. Magyar falu Vas Várm. földes Ura Rosti Uraság, lakosai katolikusok, fekszik Véphez 3/4 mértföldnyire; határja középszerű. BAKÓFA. Elegyes falu Vas Vármegyében, lakosai katolikusok. Határja középszerű. PÉTERI. Elegyes falu Vas Vármegyében, földes Urai több Uraságok, lakosai katolikusok, és másfélék is, fekszik Sz. Lőrintznek szomszédságában, mellynek filiája, határbéli földgyei jól termők, vagyonnyai jelesek, első osztálybéli. SZENT KERESZT. Magyar falu Vas Várm. földes Urai több Uraságok, lakosai katolikusok, fekszik Szent Lőrintzhez közel, és annak filiája; határja jól termő, vagyonnyai külömbfélék; piatzok Szombathelyen"
Fényes Elek szerint "Táplánfa, magyar falu, Vas vmegyében, 304 kath. lak. F. u. Korcsmáros, Polányi, Csányi, gr. Hugonay, Szalánczy, Forster. Szent-Lőrincz, magyar falu, Vas vmegyében, 87 kath. 6 evang. lak. F. u. közbirtokosok. Kath. paroch. szentegyház. Ut. p. Szombathely. Tiborczszeg, magyar falu, Vas vgyében, a Gyöngyös mellett, 31 kath. lak. F. u. gr. Hugonnay Gusztáv. Ut. p. Szombathely. Bakófa, magyar falu, Vas vármegyében, 68 kath. lak. F. u. gr. Hugonnay. Ut. p. Szombathely. Péteri, magyar falu, Vas vgyében, a Gyöngyös mellett, 98 kath. lak. F. u. a Jelencsics család. Ut. p. Szombathely. Borotszeg, magyar falu, Vas vgyében, 86 kath. lak. F. u. többen. Ut. p. Szombathely Szent-Kereszt, magyar falu, Vas vmegyében, 121 kath. lak. F. u. gr. Széchenyi János, Istoczy csal. stb. Ut. p. Szombathely."

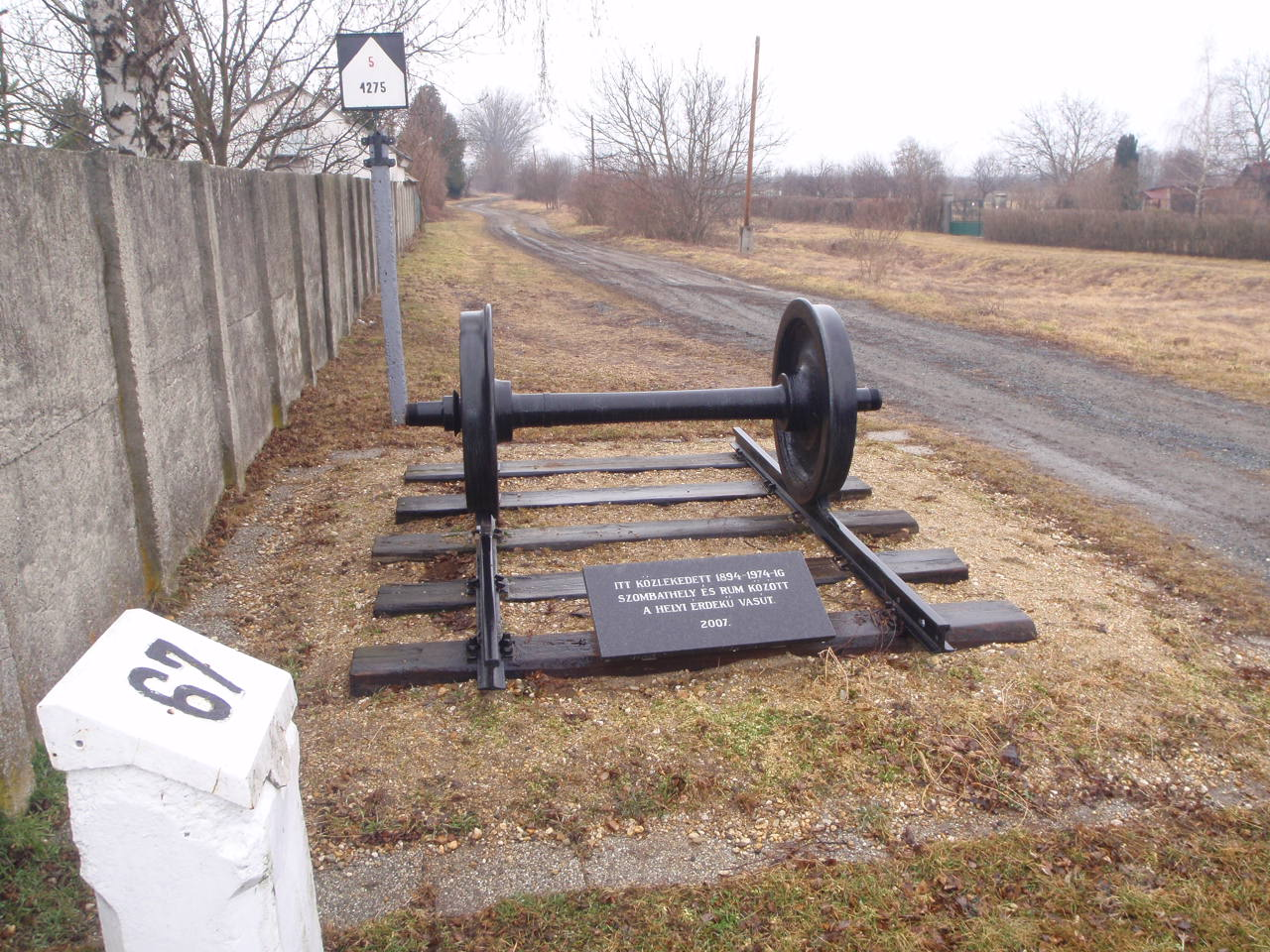
Vasúti emlékhely a Vasút utcában

1894. december 9-én nyitották meg a Szombathely–Rum-vasútvonalat, amelynek két megállója is volt a községben.
Érdekesség, hogy a települést érintette volna az 1847-ben tervezett Sopron-Kőszeg-Szombathely-Rum-Zalaszentgrót-Nagykanizsa vasútvonal, melynek a település mindkét részén lett volna megállója, mai 87-es út mellett.
Vas vármegye 1898-ban kiadott monográfiájában a községről így írnak: "Szent-Kereszt-Péteri Borotszeg egyesített magyar községek, 52 házzal és 428 r. kath. és ág. ev. vallású lakossal. Postája Nagy-Kajd, távírója Szombathely. Vasúti állomás a szombathely-rumi vasútvonal mentén. A község a Gyöngyös patak mellett fekszik. Szent-Lőrincz-Táplánfa, egyesített magyar község a Gyöngyös mentén 50 házzal és 713 r. kath. és ág. ev. lakossal. Postája helyben van, távírója Vép. Vasuti állomás a szombathely-rumi vasútvonal mellett. Plébániája nagyon régi és 1733-ban állították helyre."
1910-ben Táplánfának 873, Gyöngyösszentkeresztnek 525 lakosa volt. Az első világháború nyolc, a második világháború pedig 36 táplánfai és gyöngyösszentkereszti áldozatot követelt. Táplánfát és Gyöngyösszentkeresztet 1939-ben egyesítették.
A községben 1959-ben az Agrobotanikai Intézet épített telephelyet, melyet később kutatóállomássá fejlesztettek. 1970-ben a Szegeden létrehozott Gabonatermesztési Kutató Intézethez csatolták.
A község kultúrháza 1961-ben épült.
1974. május 25-én bezárták a Szombathely–Rum-vasútvonalat, amelynek emlékére 2007-ben emlékhelyet alakítottak ki a Vasút utcában.

## Közélete

### Polgármesterei
- 1990–1994: Imre György (független)[7]
- 1994–1998: Imre György (SZDSZ)[8]
- 1998–2002: Imre György (független)[9]
- 2002–2006: Ifj. Perl János (független)[10]
- 2006–2010: Ifj. Perl János (független)[11]
- 2010–2014: Ifj. Perl János (független)[12]
- 2014–2019: Perl János (független)[13]
- 2019–2024: Perl János (független)[14]
- 2024– : Tóth Gábor Tamás (független)[1]

## Népesség
A település népességének változása:
| Lakosok száma | 2570 | 2563 | 2539 | 2542 | 2514 | 2565 | 2581 | 2557 | 2568 | 2617 |
|               | 2013 | 2014 | 2015 | 2016 | 2017 | 2018 | 2021 | 2022 | 2023 | 2024 |

A 2011-es népszámlálás során a lakosok 78,5%-a magyarnak, 1,3% németnek, 0,4% horvátnak, 0,1% románnak mondta magát (21,5% nem nyilatkozott; a kettős identitások miatt a végösszeg nagyobb lehet 100%-nál). A vallási megoszlás a következő volt: római katolikus 53,4%, református 1,3%, evangélikus 1,3%, felekezet nélküli 6,3% (37,1% nem nyilatkozott).
2022-ben a lakosság 88,8%-a vallotta magát magyarnak, 1,2% németnek, 0,4% horvátnak, 0,2% cigánynak, 2,4% egyéb, nem hazai nemzetiségűnek (11,1% nem nyilatkozott; a kettős identitások miatt a végösszeg nagyobb lehet 100%-nál). Vallásuk szerint 44,4% volt római katolikus, 1,8% evangélikus, 1,4% református, 0,1% görög katolikus, 1% egyéb keresztény, 0,9% egyéb katolikus, 6,8% felekezeten kívüli (43,4% nem válaszolt).

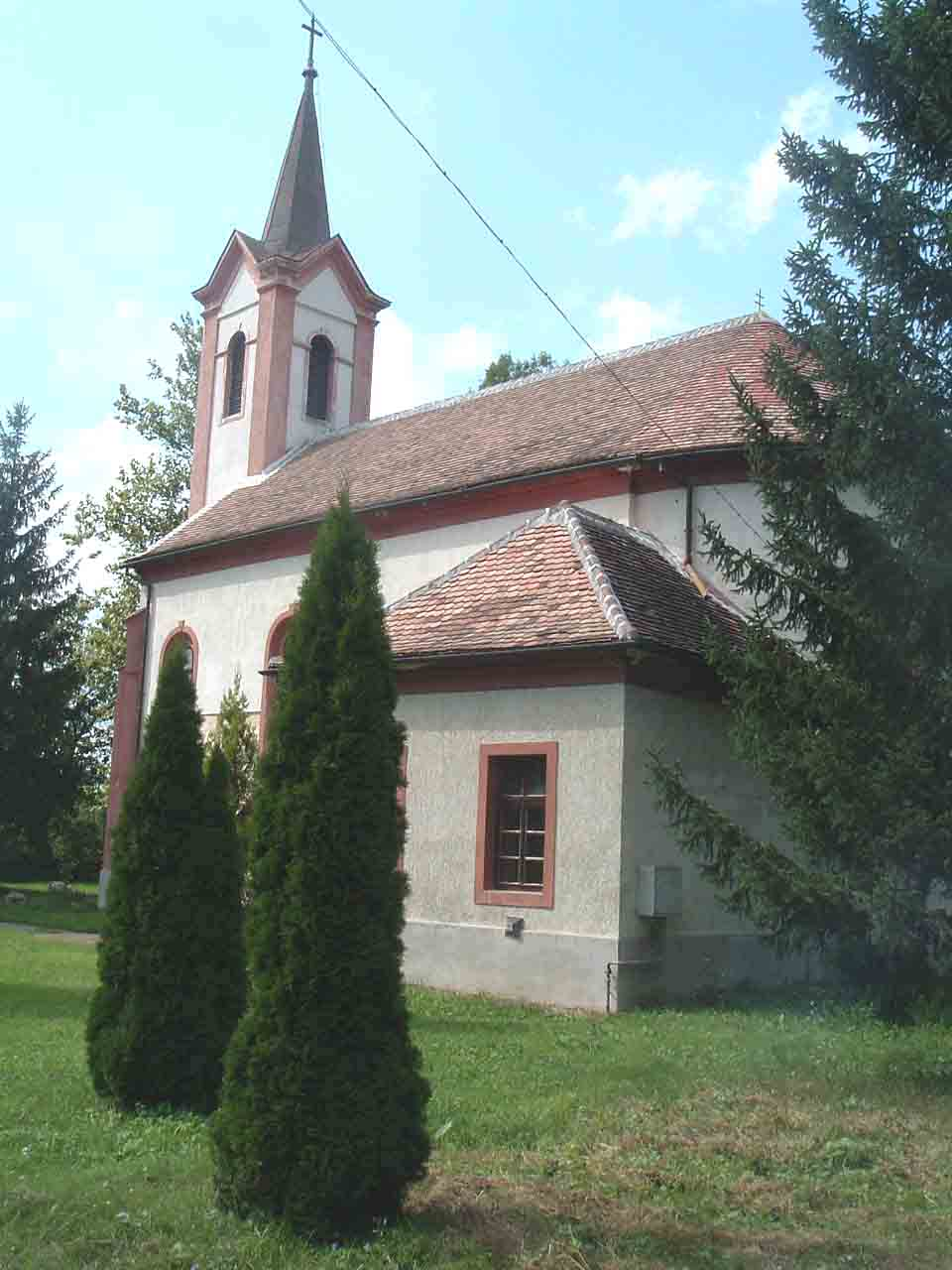
A gyöngyösszentkereszti római katolikus templom

## Nevezetességei
- Gyöngyösszentkereszt római katolikus temploma 13. századi eredetű. A templomot 1741-ben renoválták, 1888 és 1896 között a középkori részleteket felhasználva átépítették, ekkor nyerte el mai formáját.
- A táplánfai templom is nagyon régi, a 16. században a reformáció egyik vármegyei központja, később átépítették. 1733-ban felújították, de 1875-ben újat építettek helyette, a régi építmény egyes elemeit a szentkereszti templom átépítésénél használták fel.
- A községben a Sigray, az Inkey, a Rosenberg és a Széll családok kastélyai állnak.

## Ismert személyek
- Bakófán született Festetics Domonkos (1901–?) földbirtokos, országgyűlési képviselő.

A táplánfai temetőben nyugszik a Széll család több neves tagja:
- Széll Kálmán (1843–1915), 1899 és 1903 között Magyarország miniszterelnöke.
- Széll József Antal (1801–1871), Vas vármegye főispánja.
- Széll Ignác (1845–1914) államtitkár.

## Képek

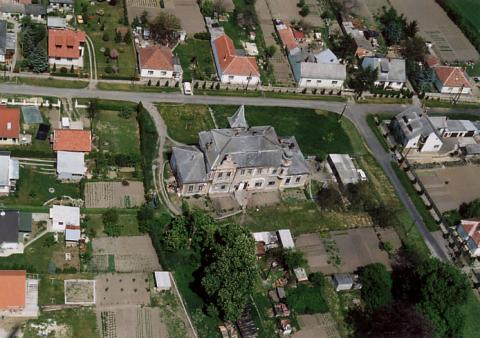
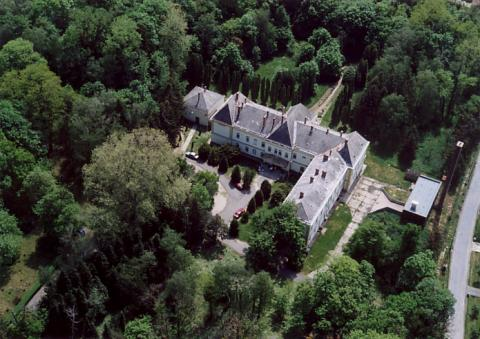
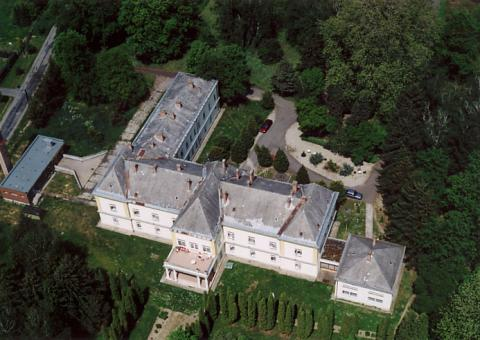
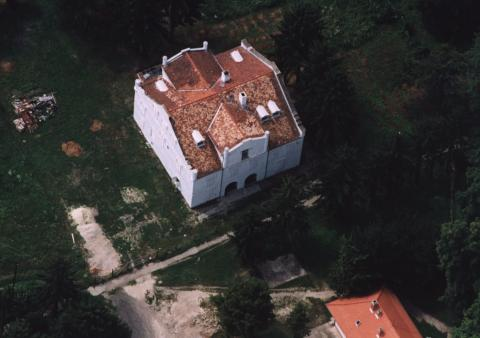